# Riskin' It All
Riskin' It All. Musikalbum av D-A-D som kom ut den 10 oktober 1991. Detta var det fjärde studioalbumet.

## Låtlista
1. Bad Craziness
2. D-Law
3. Day Of Wrong Moves
4. Rock 'n' Rock Radar
5. I Won't Cut My Hair (Bonus track on American edition)
6. Down That Dusty 3'rd World Road
7. Makin' Fun Of Money
8. Grow Or Pay
9. Smart Boy Can't Tell Ya'
10. Riskin' It All
11. Laugh 'n' A 1/2